# Jean Chacornac
| 25 Phocaea    | 6 de abril de 1853     |
| 33 Polyhymnia | 28 de outubro de 1854  |
| 34 Circe      | 6 de abril de 1855     |
| 38 Leda       | 12 de janeiro de 1856  |
| 39 Laetitia   | 8 de fevereiro de 1856 |
| 59 Elpis      | 12 de setembro de 1860 |

Jean Chacornac (Lyon, 21 de junho de 1823 – Lyon, 23 de setembro de 1873) foi um astrônomo francês.
Trabalhando em Marselha e Paris, descobriu seis asteroides. O asteroide 1622 Chacornac e a Cratera Chacornac na Lua recebem esse nome em sua homenagem.